# Grand Prix Japonska 1993
Grand Prix Japonska 1993 (XIX Fuji Television Japanese Grand Prix), byl 15. závod 44. ročníku mistrovství světa jezdců Formule 1 a 35. ročníku poháru konstruktérů, historicky již 547. grand prix, se již tradičně odehrála na okruhu v Suzuce.

## Výsledky

### Kvalifikace
| Pořadí | Číslo | Pilot              | Konstruktér             | Čas      | Odstup |
| ------ | ----- | ------------------ | ----------------------- | -------- | ------ |
| 1      | 2     | Alain Prost        | Williams - Renault      | 1:37.154 |        |
| 2      | 8     | Ayrton Senna       | McLaren - Ford          | 1:37.284 | +0.130 |
| 3      | 7     | Mika Häkkinen      | McLaren - Ford          | 1:37.326 | +0.172 |
| 4      | 5     | Michael Schumacher | Benetton - Ford         | 1:37.530 | +0.376 |
| 5      | 28    | Gerhard Berger     | Ferrari                 | 1:37.622 | +0.468 |
| 6      | 0     | Damon Hill         | Williams - Renault      | 1:38.352 | +1.198 |
| 7      | 9     | Derek Warwick      | Footwork - Mugen-Honda  | 1:38.780 | +1.626 |
| 8      | 15    | Eddie Irvine       | Jordan - Hart           | 1:38.966 | +1.812 |
| 9      | 10    | Aguri Suzuki       | Footwork - Mugen-Honda  | 1:39.278 | +2.124 |
| 10     | 6     | Riccardo Patrese   | Benetton - Ford         | 1:39.291 | +2.137 |
| 11     | 30    | Jyrki Järvilehto   | Sauber - Ilmor          | 1:39.391 | +2.237 |
| 12     | 14    | Rubens Barrichello | Jordan - Hart           | 1:39.426 | +2.272 |
| 13     | 3     | Ukjó Katajama      | Tyrrell - Yamaha        | 1:39.511 | +2.357 |
| 14     | 27    | Jean Alesi         | Ferrari                 | 1:39.535 | +2.381 |
| 15     | 25    | Martin Brundle     | Ligier - Renault        | 1:39.951 | +2.797 |
| 16     | 29    | Karl Wendlinger    | Sauber - Ilmor          | 1:40.153 | +2.999 |
| 17     | 26    | Mark Blundell      | Ligier - Renault        | 1:40.696 | +3.542 |
| 18     | 4     | Andrea de Cesaris  | Tyrrell - Yamaha        | 1:40.696 | +3.542 |
| 19     | 12    | Johnny Herbert     | Lotus - Ford            | 1:41.488 | +4.334 |
| 20     | 11    | Pedro Lamy         | Lotus - Ford            | 1:41.600 | +4.446 |
| 21     | 20    | Erik Comas         | Larrousse - Lamborghini | 1:41.769 | +4.615 |
| 22     | 24    | Pierluigi Martini  | Minardi - Ford          | 1:41.989 | +4.835 |
| 23     | 19    | Tošio Suzuki       | Larrousse - Lamborghini | 1:42.175 | +5.021 |
| 24     | 23    | Jean-Marc Gounon   | Minardi - Ford          | 1:43.812 | +6.658 |

### Závod
| Pořadí | Číslo | Jezdec             | Konstruktér           | Kola | Čas/odstoupení | Start | Body |
| ------ | ----- | ------------------ | --------------------- | ---- | -------------- | ----- | ---- |
| 1      | 8     | Ayrton Senna       | McLaren-Ford          | 53   | 1:40:27.912    | 2     | 10   |
| 2      | 2     | Alain Prost        | Williams-Renault      | 53   | +11.435        | 1     | 6    |
| 3      | 7     | Mika Häkkinen      | McLaren-Ford          | 53   | +26.129        | 3     | 4    |
| 4      | 0     | Damon Hill         | Williams-Renault      | 53   | +1:23.538      | 6     | 3    |
| 5      | 14    | Rubens Barrichello | Jordan-Hart           | 53   | +1:35.101      | 12    | 2    |
| 6      | 15    | Eddie Irvine       | Jordan-Hart           | 53   | +1:46.421      | 8     | 1    |
| 7      | 26    | Mark Blundell      | Ligier-Renault        | 52   | +1 kolo        | 17    |      |
| 8      | 30    | Jyrki Järvilehto   | Sauber                | 52   | +1 kolo        | 11    |      |
| 9      | 25    | Martin Brundle     | Ligier-Renault        | 51   | +2 kola        | 15    |      |
| 10     | 24    | Pierluigi Martini  | Minardi-Ford          | 51   | +2 kola        | 22    |      |
| 11     | 12    | Johnny Herbert     | Lotus-Ford            | 51   | +2 kola        | 19    |      |
| 12     | 19    | Tošio Suzuki       | Larrousse-Lamborghini | 51   | +2 kola        | 23    |      |
| 13     | 11    | Pedro Lamy         | Lotus-Ford            | 49   | Nehoda         | 20    |      |
| 14     | 9     | Derek Warwick      | Footwork-Mugen-Honda  | 48   | Kolize         | 7     |      |
| Ret    | 6     | Riccardo Patrese   | Benetton-Ford         | 45   | Nehoda         | 10    |      |
| Ret    | 28    | Gerhard Berger     | Ferrari               | 40   | Motor          | 5     |      |
| Ret    | 10    | Aguri Suzuki       | Footwork-Mugen-Honda  | 28   | Vyjetí z trati | 9     |      |
| Ret    | 23    | Jean-Marc Gounon   | Minardi-Ford          | 26   | Odstoupení     | 24    |      |
| Ret    | 3     | Ukjó Katajama      | Tyrrell-Yamaha        | 26   | Motor          | 13    |      |
| Ret    | 29    | Karl Wendlinger    | Sauber                | 25   | Motor          | 16    |      |
| Ret    | 20    | Érik Comas         | Larrousse-Lamborghini | 17   | Motor          | 21    |      |
| Ret    | 5     | Michael Schumacher | Benetton-Ford         | 10   | Kolize         | 4     |      |
| Ret    | 27    | Jean Alesi         | Ferrari               | 7    | Motor          | 14    |      |
| Ret    | 4     | Andrea de Cesaris  | Tyrrell-Yamaha        | 0    | Kolize         | 18    |      |

## Průběžné pořadí šampionátu
Pohár jezdců
| Pořadí | Jezdec             | Body |
| ------ | ------------------ | ---- |
| 1      | Alain Prost        | 93   |
| 2      | Damon Hill         | 65   |
| 3      | Ayrton Senna       | 63   |
| 4      | Michael Schumacher | 52   |
| 5      | Riccardo Patrese   | 20   |

Pohár konstruktérů
| Pořadí | Konstruktér      | Body |
| ------ | ---------------- | ---- |
| 1      | Williams-Renault | 158  |
| 2      | McLaren-Ford     | 74   |
| 3      | Benetton-Ford    | 72   |
| 4      | Ferrari          | 23   |
| 5      | Ligier-Renault   | 22   |